# Ласаро Карденас
Ла̀саро Ка̀рденас дел Рѝо (на испански: Lázaro Cárdenas del Río) е мексикански политик, президент на Мексико през периода от 1934 до 1940 г.
Национализира чуждестранните нефтени компании и железниците. След мандата си е сред най-запалените поддръжници на Кубинската революция и Фидел Кастро. Той е сред по-левите мексикански президенти, който се идентифицира с накърнената национална гордост на Мексико още от годините на анексирането от САЩ на Тексас, Ню Мексико, Аризона, Калифорния и Орегон по силата на договора от Гуадалупе-Идалго. В определени моменти от кариерата си е изразител както на левите, така и на десните политически елементи; името му се споменава във връзка с елементи на мексикански национализъм, а така също и с анти-империализъм и дори комунизъм. През времето на президентството си застава на страната на работниците в почти всички конфликти. Някои историци твърдят, че това се дължи на затрудненото му детство и юношество, работейки от 14-годишна възраст, за да изхранва останалото на неговите две ръце семейство, и поради факта, че е родом от един от най-бунтовните щати на Мексико. „Преди всичко президентството на Ка̀рденас е период на бурни икономически промени като поощряването на инфраструктурите и напредъка на напоителните системи. Ка̀рденас поощрява системата на дребни селски кооперативи (ехидоси), които дават поминък на стотици хиляди селяни Описван е от всички негови биографи, историци и критици като неамбициозен, но в живота му нещата се развиват като че винаги с външна намеса.
Група икономисти третират национализацията на чуждестранните петролни компании като огромна грешка поради създаването на климат на инвестиционна нестабилност (Уаткинс, 2006), която в дългосрочен план е коствала много повече, отколкото се е спечелило от експлоатацията на петролните залежи. От друга страна левите организации, профсъюзите и мексиканските работнически организации, както и много обикновени хора на Мексико, тълкуват този акт като възвръщане на чувството на национална гордост. Инициира създаването на националната мексиканска компания (ПЕМЕКС), която ...докато е под държавен контрол се оказва значително нерентабилна и едва в периода 1970 – 2010 с частен интерес и инвестиции, експлоатацията на ПЕМЕКС се рационализира и започват да се реализират по-приемливи печалби (Уаткинс, 2006). Левите му уклони са в основата на създадената през неговия мандат политическа система на Мексико и на модела на военно разрешаване на по-късни неудобни ситуации като Тлателолко 1968. Една от последните акции на военно-политическата система за репресиране на общественото мнение е потушаването на въстанието на Сапатистите на 1 януари 1994 в Чиапас, южно Мексико. Благодарение на подкрепата му към профсъюзите, системата на властта се инфилтрира с институционализирани структури. През 1999 Куахтемок Карденас (внук на Карденас) е кандидат на изборите за президент, на които избират Висенте Фокс. Това прекъсва 70-годишния монопол върку властта на партията на Карденас. Мексиканският президент Фелипе Калдерон оневинява наследството на Карденас и институционалните монополи върху властта и от избирателите, та може би моделът Карденас не е мъртъв.

## Ранни години
Ласаро Ка̀рденас се ражда в семейство на родители от средна класа в село Хикилпан де Хуарес, щата Мичоакан. Родителите му са Да̀масо Ка̀рденас и Фелиситас дел Рио. Баща му е собственик на малка бакалия и билярдна зала „Приятелска среща“. Имат осем деца: Маргарита, Анхелина, Ла̀саро, Хосефина, Алберто, Франциско, Да̀масо и Хосе-Раймундо.

### Училище
Тръгва на училище на шестгодишна възраст (първата му учителка е Мерседес Ва̀ргас). Учителят, който повлиял най-много на развитието му бил социалист-либералът Иларио де Хесус Фахардо. Трудното икономическо състояние на семейството го принудило да напусне училище на 11 години, но независимо от това използвал всяка удобна възможност да се самообразова и да чете разнообразни четива през целия си живот, особено книги на историческа тематика (Тък, 2008).

### Работник печатар
През 1908 започва работа като архивар при Дамасиано Карреон, а през 1909 започва работа едновременно в данъчно управление и в новосъздадения вестник на Карреон „Ла Економика“ като касиер и чирак-печатар. През 1910 баща му се разболява от пневмония и в 1911 умира (Миранда, 2008:стр.9). Така от 16-годишна възраст, след смъртта на баща си, издържа майка си и седемте си по-малки братя и сестри. До навършване на 18-годишна възраст вече бил работил като данъчен чиновник, печатар-чирак и дори (за кратко) тъмничар.

### Самообразование
| „              | Макар да имал само шест години училищно образование, станал печатар-чирак след смъртта на баща си и през целия си живот питаел огромен респект към образованието и печатното слово... | “ |
| Джим Тък, 1999 | |   |

 Подобно на много политически лидери от XIX и XX век и Карденас не е имал възможност да посещава училище дълго време. Неговият модел Бенито Хуарес (който от своя страна имал за модел Абрахам Линкълн) също първоначално нямал възможност за формално обучение, а се самообразовал. Липсвайки му училището, Ка̀рденас отпърво решил „като порастне“ да стане учител, но впоследствие го привлекла политиката като по-ефективно средство за промяна на съществуващия обществен модел. През времето на размирните и бунтовни први години на двадесетия век, в Мексико „имало толкова много битки и разрушения, че един милион души (6,67% от населението) загубили живота си между 1910 и 1920 година. Диас избягва от страната през 1911 и го замества цивилният Франциско И. Мадеро, който бил свален и убит по заповед на Викториано Уерта“. Мадеро е и последният цивилен президент на Мексико за следващите 40 години.

### Участник в Революцията
След бурните събития на Мексиканската революция настава период на междуособни размирици, които прерастват постоянно във въоръжени въстания врезултат на които згиват стотици хиляди млади и трудоспособни граждани. Тези събития както драматични за страната, така и представляват възможност за много амбициозни и жадни за власт хора да направят кариера. Иронията на съдбата за Карденас е, че едва ли не бяга от такива обстоятелства и търси да е фермер или учител, но колкото повече се опитгва да избяга, толкова повече обстоятелствата го „избутват“ на предна линия.
- Големите исторически личности повлияли на младия Карденас
- Бенито Хуарес е конституционалният гений на Мексико: израства в крайна бедност и се самообразова...
- ген. Порфирио Диас, дългогодишен диктатор на Мексико, започнал като последовател на Бенито Хуарес, но властта го покварила...
- Франциско И. Мадеро е последният цивилен президент след падането на диктатора Диас за следващите 40 години...
- Викториано Уерта издава заповед да заловят и убият Мадеро. Не след дълго и той самият ще се намери обграден от врагове и беглец...

## Военна кариера
Ка̀рденас не обича военното дело и милитаризма и често описва себе си като фермер или учител, независимо от това че има забележителна кариера. Инцидентно започва военната си кариера по времето на Мексиканската революция. В края на май 1913 въстаническата армия на ген. Рентерѝя влиза в Замора. На 2 юни 1913 нареждат на Ка̀рденас да напечата в тираж 5000 позива „Мексиканци!“ в печатницата на вестника. Правителството започва да издирва виновните за напечатването. Ка̀рденас се укрива при вуйчо си и на 3 юли се присъединява към щаба на генерал Гийермо Гарсия Арагон, един от военните лидери, борещи се за смъкването на Викториано Уерта. Заради опита му в администрацията и грамотността му го произвеждат втори капитан (еквивалентно на лейтенант). От юли 1914 командува 22-ри конен полк на 3-ти ескандрон от кавалерийската дивизия на Северозападната армия. През 1915 Ка̀рденас е произведен подполковник. След погрома на войските на Гарсия, Ка̀рденас се укрива за известно време, след което „...на 27 март 1915 подполковник Ка̀рденас се присъединява към отрядите на Плутрако Елиас Кайес при Агуа Приета...” Междувременно избухват междуособни битки между бивши съюзници и революционери. Кайес, Алваро Обрегон и Венустиано Каранза се бият срещу бившия си съюзник Панчо Вийа. Каранза става президент и оглавява корумпирано правителство. През 1920 Кайес се присъединява към Обрегон в успешно въстание срещу Каранза. „Ерата на Кайес и Обрегон“ (Кайес бил президент 1920 – 1924, Обрегон от 1924 – 1928) била време на прогрес и сравнително благоденствие. През 1924 Алваро Обрегон произвежда Карденас в чин бригаден генерал (най-малдият в историята на Мексико). Издигането му на този висок военен чин не е само вследствие на близкото му сътрудничество с Обрегон, но и в резултат на много успешни военни кампании: по времето на Каранза – през 1918 – 1919 срещу Емилиано Сапата, през 1920 срещу метежници от военната „Анти-Кайес хунта“ на генерал Хосе Гонзало Ескобар, 1923 потушава бунта на бившия съюзник от революцията Адолфо де ла Уерта. През 1925 го назначават за военен комендант на военна област Тампико, където са съсредоточени рафинериите и кладенците на чуждестранните петролни компании. Ка̀рденас също предвожда отряди в битки срещу католически лоялисти-въстаници „кристеро“ между 1926 – 1929, бунтуващи се срещу антирелигиозните клаузи на конституцията. През 1928 е издигнат в чин дивизионен генерал. Към края на 1928 г. се сражава в южната част на Халиско в друг междуособен бунт с войски на Панчо Вийа, предвождани от генерал Рафаел Буелна. Там е ранен и пленен от бунтовниците. Благодарение на отличната му репутация, (и великодушие, което съпровождало името му – пощадил хиляди, които според военния закон е трябвало да бъдат обесени), животът му е пощаден и е ескортиран до Гуадалахара, за да се лекува (Миранда, 2008: стр. 20). През 20-те (1926 – 29), правителството обявило война на най-богатата до тогавашния момент институция в Мексико – Католическата църква. Свиделство за особения статут на църквата до този момент са богато украсените катедрали на фона на всеобщата бедност и разруха. Независимо от анти-клерикалните чувства на правителството много катедрали са грижливо съхранени до наши дни като пример за колониална архитектура.
- Военните кампании и противници на Карденас
- Олтарът и позлатеният таван на катедралата в градчето Пуебла
- В лагера на католическите лоялисти – кристероси: преди битка
- Обесените покрай жп линиите за назидание са заловени кристероси
- Дореволюционни съюзници: П. Вийа, Буелна и Сапата
- Кристеросите се съсредоточават в Халиско
- Карта на щата Мичоакан – също център на много въстанически операции
- Братята Сапата: Еуфемио (вляво) и Емилиано
- Рафаел Буелна и Карденас се сблъскват в Гуадалахара

## Първи политически стъпки
Още като военен, Кайес и Обрегон, назначават Ка̀рденас за временно изпълняващ длъжността губернатор на Мичоакан през 1920 г., но истинската му служба като губернатор на щата е от 1928, когато е избран за губернатор на Мичоакан. На този пост изгражда училища, пътища, болници, напоителна система, пресушава блата за да увеличи орната земя в региона, организира работници, ученици и селяни за социален прогрес чрез радикалната си Мичоаканска революционна конфедерация на труда. Доколкото военната си кариера изпълнява от чувство на дълг, дотолкова работата си като губернатор върши от чувство на любов. Като губернатор служи до 1932 и към репутацията си на честен военен добавил подобна репутация на човек, служил само на мексиканския народ, а не на личния си интерес. През декември 1933 година управляващата Национална революционна партия провежда конгреса си в Керѐтаро. Обявявайки Ка̀рденас за официален кандидат на партията, те също набелязват шестгодишен план за социална реформа. Някои от политиците на партията смятали, че този план не е друго ами декор, Ка̀рденас го приема насериозно и прави всичко възможно да го осъществи през времето на мандата си. Основните положения на този шестгодишен план са:
- Възстановяване на общинските земи (ехидо) със силна аграрна програма за борба с господството на огромните хасиенди;
- Модерни в преподаването си училища (светски училища), преподаващи рационални и позитивистки теории, в разрез с фанатизма на католическата църква и
- Работнически кооперативи, които да балансират индустриалния капитализъм.

### Протеже на Плутарко Кайес?
Смятало се по силата на военната му кариера в близост до Кайес, че бил негово протеже и поддръжник. Когато Плутарко Елиас Кайес станал президент, станал известен в мексиканската история с програмата си за изграждане на пътища и училища, силно насърчаване на образованието, разпространен бил Апелът от Гуадалахара от 21 юли 1934, призоваващ към привеждането в сила на закона за поземлената реформа (която реформа отнела от Католическата църква огромни парцели арендаторска земя, по-сетне дадена на малоимотни селяни от пограничните на съответните имоти селца); Плутарко Кайес, доста преди европейските опити, поощрил развитието на системата за обществено осигуряване и др. След края на президентството си обаче, макар да не бил вече президент, Кайес дърпал конците на марионетките си Емилио Портес Хил, Абелардо Родригес и Паскуал Ортиз Рубио и продължавал да се опитва да командува Мексико, по силата на „максимато“ – вътрешно партиен контрол. Но станало така, че Кайес изключително подценил Карденас, като се изказал през 1933 година: „Всичко, което представлява, той дължи на мен...“. Това негово поведение до такава степен скандализирало съпартийците му, че делегатите на Революционната национална партия се разколебават да изберат първия, Мануел Перез Тревиньо, от двамата лично избрани от Кайес кандидати за президентските избори през 1934 г. Кайес се съгласил на избора на един от идеалистите в партията – Карденас; съгласил се, смятайки, че би могъл да го контролира така както възнамерявал да контролирал и другите двама. Това обаче не станало. Скъпо заплатил Кайес за подценяването на Карденас. Когато сметнал, че новият президент е прекалено мек в третирането на стачкуващи работници, той започнал да търси начини да го отстрани от властта. Карденас отвърнал с драматичния и неочакван удар: на 9 април 1936 година, екстрадирал Карденас и 20 от бившите му висши сановници в САЩ. Такава била популярността на този почтен и честен президент, че народът казвал „и една сълза не сме пролели за Кайес и групата му“ (исп. Уикипедиа).

### Неподкупен държавен служител
Ка̀рденас си създава репутация на некорумпиран и неподкупен държавен служител. През 1932 година, след като вече е бил генерал, кабинетен министър и дори губернатор, го назначават за комендант на военна област Пуебла. За да премести там домакинството си, взима банков заем, понеже няма толкова спестени пари. В сравнение с останалите политици от периода, Ка̀рденас става нарицателно за честност и почтеност. През 1920, служейки в богатата на петрол провинция Уастека, отказава подкупите от чуждите петролодобивни компании. Тези опити за подкуп стават и един от факторите за пораждане на идеите за по-късната национализация на чуждестранните петролни компании по време на президентството му.

### Политически авантюризъм
Карденас си навлича неприязъна на много чуждестранни правителства по време на петролната криза и национализацията на всички международни петролни компании в Мексико. Той е в основата на създаване на много работнически организации, държавни институции и аграрни и петролодобивни учебни заведения. Широкообхватността на действията му се третира от много съвременници като политически авантюризъм Карденас е известен с крайния си радикализъм по социални въпроси на страната и с подкрепата си на Фидел Кастро. Това негово отношение не се възприема добре нито от крайно десните, нито от либерално настроените. Карденас декларира отношението си към ролята на чуждестранните компании в Мексико във всички политически кабинети от Америка до Европа. Това е едно от негативните последствия за Мексико като цяло, а и за района на Латинска Америка, където се наблюдава отлив на вложения от външни инвеститори (Кемп, 1982)

## Президентска кариера на Карденас
През 1932 – 1934 Великата депресия се разпростира и над Мексико. Хората започват кампания в поддръжка на Карденас като реформатор и човек, който се стреми към промяна на социалната политика (Забележителни биографии, 2006). През 1934 година Карденас станал един от най-младите мексикански президенти – едва 39-годишен. На клетвената церемония отказал да облече генералския си мундир и се появил облечен в костюм. Това не отрича факта, че той е поредният президент избран измежду военните, нито милитаристичните методи на разрешаване на граждански конфликти.

### Популистки маневри
- Първият официален акт на Карденас като президент бил да намали наполовина президентската си заплата.[15] Последвали още по-изненадващи ходове.
- Арестува и депортира в САЩ Кайес и дузина (някои източници цитират 20, други 12) корумпирани негови сътрудници, след като се установил в президентската власт, през 1936; решение приветствувано с огромен ентусиазм от широката мексиканска общественост.
- Отменя със закон смъртното наказание, дотогава най-често изпълнявано чрез разстрел или чрез обесване. Оттогава фактически датира края на смъртното наказание в Мексико. (бел. ред. Това е и причина на търкания със северната съседка САЩ по отношение на престъпници, квалифициращи се за смъртно наказание в САЩ, които не се депортират по тези съображения.)
- Слага дефакто край на периода на размирици и междуособни конфликти и начало на национално помирение. Карденас и партията предшественичка на сегашната Революционно институционална партия, а именно Партия на мексиканската революция, без кръвопролития установява края на Мексиканската революция.

- Без охрана: Карденас е вероятно единственият съвременен президент, който никога не използвал бронирани коли и телохранители. По време на президентската кампания през 1934 пропътувал голяма част от недостъпните с влак територии на републиката, с автомобил или на кон, съпроводен единствено от шофьор и адютант. Това му безстрашие вдъхнало всеобщо уважение към Ка̀рденас сред избирателите (Забележителни биографии, 2006).

- Прави президентския дворец достъпен за посетителите. Станал първият обитател на сегашната президентска резиденция (Лос Пинос), превръщайки с декрет от 3 февруари 1939 разкошния замък Чапултепек, построен от испанците и дотогава използван от вицекралете на Нова Испания, а после от президентите на Мексико, в Национален исторически музей с колекциите на дотогавашните Археологически, Исторически и Етнографски музеи.

След реконструкция и ремонт музеят е открит за посетители на 27 септември 1944 г. Сегашната президентска резиденция се намира в същия парк, но в нова сграда. Комплексът от нови сгради се изгражда от времето на Карденас. Запазени са и някои исторически постройки, които са били обитавани от Карденас и кабинета му. Този акт на Карденас е копиран от много популистки правителства по света. Палати на президентите, бивши резиденции на крале и царе, се превръщат в обществено достъпни паркове и помещават Национални Исторически Музеи.

### Троцки
- Изгнаникът от съветска Русия Лев Троцки и отявлен противник на Сталин е приветствуван в Мексико от Ка̀рденас, което според някои е умишлено, за да контрира обвиненията на противниците си, че е сталинист.

- Троцки в Мексико, 1938
- Малко преди убийството на Троцки, с приятели в Мексико – 1940

### Институционализиране на властта
- Много историци считат Ка̀рденас за създател на политическата система на Мексико, просъществувала до края на 80-те.
- Профсъюзите: Централна роля в този проект заемала организирането и инкорпорирането на структури на профсъюзите, земеделските организации campesino (земеделци), служителите и специалните професии (лекари, учители и адвокати) от средната класа на обществото, в недрата на управляващата партия, преименувана тогава на Партия на мексиканската революция (ПМР). | „                     | С постигането на президентството започнал подкрепата си за работнически организации и установяване на национална трудова конфедерация, дотам, че дори насърчавал стачките | “ |
| (Хамилтън, 1997: 192) | |   | Ка̀рденас, също както и предшественика му от двайсетте години на XX век Алваро Обрегон (Álvaro Obregón) разбирал, че подкрепата на левите и на профсъюзите била критична, за да запази контрола върху властта.
- Маргинализира „неудобни съюзи“: Регионалната конференция на мексиканските работници) на Луис Наполеон Моронес е маргинализирана, като Карденас подкрепя „изчистената“ Мексиканска работническа конфедерация на социалиста Висенте Ломбардо Толедано.
- Политическа подкрепа при реформи, за издаване на закони и на избори. Оттогава датира постояннанта подкрепа на слоеве от населението „анблок“ – МРК и Толедано съответно подкрепили Ка̀рденас за депортирането на бившия президент Кайес. Ка̀рденас дава политическо убежище и на много испанци, напуснали страната си покрай испанската Гражданска война. Ка̀рденас и последвалите го президенти се възползвали също от услугите на ПМР и нейната наследница – Институционната революционна партия (ИРП), за да запазят политически контрол над страната; водачите на работническите и земеделските организации носели гласове и потискали протестите в замяна на лични услуги и концесии за избирателите им.[1]

### Продължава аграрната реформа
- По време на президентството на Ка̀рденас правителството експроприирало и преразпределило стотици хиляди хектари земи изземайки ги от собствениците на големите на хасиенди и давайки ги на селяните, които ги обработвали; работниците от леките отрасли на промишлеността и тежката индустрия придобили профсъюзни права и увеличения на заплатите, които били без прецедент.

| „                                                                          | Ка̀рденас, решен да превърне Мексико в модерна демокрация, стана „анатема“ за едрите земевладелци и индустриалци, и за чуждестранните инвеститори, но – бидейки самият той местисо – беше герой за местните жители и работещите в Мексико | “ |
| из „Карденас, Лазаро“ Енциклопедия на Университета Колумбия: Ню Йорк, 2007 | |   |

Не търсел изтъкване на личността си. Когато скулптор направил негов бюст и още 50 реплики, пак от бронз, Карденас се разгневил и наредил да ги претопят. В президентския дворец приемал не само генерали и бизнесмени, но често последните трябвало да изчакат края на аудиенцията му с босоноги, предимно индиански, просители от селата и отдалечените краища.

## Национализация на петрола
С общественото мнение плътно зад гърба му, Карденас пристъпва към най-значимия си принос в историята на Мексико (с много уговорки по темата – две са основните мнения по въпроса – (1)полезно за страната, (2)вредно за инвестициите/за Мексико): национализацията на чуждестранните петролни компании. През 1938 национализира железниците Ferrocarriles Nacionales de México и ги поставя под „работнически контрол“. След това, предимно по стечения на обстоятелствата,(Тайър, 2006) правителството на Карденас приема серия от националистически икономически мерки по отношение на контрола на огромните запаси и производство на петрол и природен газ. Сондажите около Тампико през 1910 в района известен като „Златната полоса“ направили Мексико втория по големина производител на нефт през 1921, задоволяващ приблизително 20-процента от вътрешните нужди на САЩ. Усилията на Карденас да договори взаимноизгодни условия за Мексико и външните компании: Mexican Eagle, Royal Dutch/Shell и Standard Oil of New Jersey не се увенчават с успех и компаниите, неподозиращи следващия ход на Карденас, отхвърлят резолюциите, предложени от сформираната президентска комисия.
Генералният директор на Ел Агила (El Aguila) Ван Хасалт (B. T. W. Van Hassalt) се среща с президент Карденас и други шефове на петролни компании на 7 март 1938. Президентът предлага компромис на петролните компании, който би им позволил да съблюдаят решението на Върховния съд. Измежду компаниите само директорите на Ел Агила искат да приемат копромиса в 11-ия час, но не могат да убедят директорите на Стендърд Ойл от Уастека (Standard Oil of Huasteca). Джързи Стендърд не иска войнственото поведение на работниците да се разпростре от Мексико във Венецуела (Браун, 2006).

Така се стига до това, че на 18 март 1938 година, в 21:45, Мексико национализира запасите на петрол и природен газ и експроприира авоарите на 17 чуждестранни петролни компании, извършвали бизнес в страната. Макар правителственото изявление да предизвикало дива радост сред събралата се на площада Зокало в столицата тълпа и спонтанен шестчасов парад, последван и от всенародна кампания за събиране на средства за компенсиране на чуждестранните компании, икономическите последици били сурови. Няколко страни наложили икономически бойкот на мексиканския петрол и посланикът на САЩ в Мексико, макар да симпатизирал на страната пише 
| „                      | ...от негодувание към експроприациата... пазарите на мексикански петрол в САЩ и Великобритания внезапно секнаха. Без пазари мексиканците ще се удавят в собствения си петрол и национализацията ще се провали... | “ |
| Josephus Daniels, 1938 | |   |

 Законът приет от парламента включвал клаузи за компенсация на чуждестранните компании, които обаче губели много повече от невъзможността да продължат експлоатирането на ресурсите на Мексико и разгневил международната бизнес общност и разярил някои чужди правителства, особено на Великобритания. Правителството на Карденас било силно обезпокоено от липсата на технически познания за опериране на рафинериите особено как да се доставят определени химикали, необходими за правилната им експлотация. Без това рафинеиите били напълно безполезни. Преди да напуснат страната, чуждестранните компании се постарали да не оставят нищо, което да е в помощ на Карденас и мексиканскоито правителство, с надеждата, че това ще принуди Карденас да приеме техните условия. По инструкция на Карденас един елитен екип от 30 талантливи инженери, инженер-химици и студенти били натоварени да разучат техническите подробности, но малко преди да оповестят края на проекта си мистериозно загиват всичките в съмнителна случайна експлозия. Вторият екип, натоварен да разучи въпроса, се увенчал с успех и Карденас изпратил на президентите на всички изгонени компании по бутилка от синтезираната от мексиканския екип формула.
Британското правителство скъсало дипломатически отношения с Мексико и бойкотирало петрола и други промишлени стоки, независимо от факта, че международните съдилища отсъдили на страната на Мексико и правителството им. Втората световна война спасила петролната индустрия на Мексико. Притиснати до стената с международния бойкот в лицето на двете най-силни икономики – на Великобритания и САЩ, Мексико се намира принудено да продава петрол на Третия райх. Присъствието на Хитлер в района и все по намаляващото предлагане на петрол принуждават Америка и Англия да вдигнат санкциите си срещу Мексико и отново да се превърнат в едни от най-големите клиенти и консуматори на мексиканското черно злато. През 1942 година постигат репарационно споразумение за фантастичните за онова време $130 милиона ($130 339 000,00).
Националната петролна компания на Мексико – Мексикански петрол (или ПЕМЕКС), основана от Карденас става модел за много нации, търсещи независимост от чуждестранните компании в производството на свой петрол и природен газ и е най-важният източник на доходи независимо от отслабващите държавни финанси. Нуждата от кадри за ръководството и управлението на рафинериите принуждава Карденас да основе Националния политехнически институт.

## След края на президентския мандат
На изборите през 1940 Карденас по принцип явно отказал да подкрепи номинирания от ПМР кандидат – Мануел Авила Камачо срещу неговия опонент, Хуан Андреу Алмасан, настоявайки за открит дебат и свободни избори. Изборите обаче не последвали модела, желан от Карденас. Кампанията била съпроводена от инциденти на насилие и на деня на изборите опозиционни фракции окупирали изборни пунктове и издали свои „изборни резултати“. След като „официалните резултати“ обявявили победителя Авила Камачо, Алмасан заплашил с бунт, а след това опитал да състави паралелно правителство и конгрес, но така или иначе Авила Камачо встъпил в длъжност, на която церемония присъствал американския вицепрезидент Хенри А. Уолъс, за да придае още по-голяма тежест и законност на акта на встъпване в длъжност. Камачо не променя съществено коридорите на властта в Мексико и според критиците на президентството му продължава политиката на лично обогатяване от преди Карденас. Това до голяма степен кара Карденас да се оттегли задълго от обществени изяви. Наследникът му Камачо подхваща политика на национално единство и забравя социалистическия модел на Карденас. През периода на неговото президентство свършва Втората световна война (1939 – 1945); но продължавала да се забелязва макар и прикрито подкрепата на някои личности (особено емигранти от Германия в Мексико) за фашистката идея. По времето на Камачо, както и по времето на Карденас, се продължава подкрепата на националното правителство от широки слоеве на обществеността, като символ на национално единство. Дотолкова, доколкото инерцията на Карденас съществувала между средите на профсъюзните водачи, по време на президентството на Камачо се приема Закона за социалното осигуряване и се създава по същото време Мексикански национален институт за социално осигуряване. След края на президентския си шестгодишен мандат е министър на отбраната до 1945. Макар да не умира в бедност, едва ли може да се гледа на стила му на живот като на образец за богатство и лукс. Често се казва, че Карденас е единственият мексикански президент свързан с Институционната революционна партия, който не се възползвал от поста си, за да се обогати. След края на президентския си шестгодишен мандат отговаря за военните действия на Мексико в Тихоокеанския регион, а в годините 1942 – 1945 е министър на отбраната в кабинета на Камачо (същият, когото не подкрепил на изборите) – стратегически ход на Камачо, показващ желанието му за национално единство. Бил е член на управителните съвети и генерален директор на различни компании, измежду които директор на Металургичния завод Сидерурхика Лас Тручас (Siderúrgica Las Truchas), който е кръстен днес на негово име.
Като се пенсионирал се оттеглил във вилата си на брега на езерото Патскуаро.
– Когато започнал поправки по къщата си край езерото, журналистите по навик придобит от останалите президенти след завършване на мандата им, отразили в пресата, че си изгражда дворец. Карденас обяснил, че разширението на къщата му е за настаняване на клиника за индианците от региона. По-късно той подарил този дом на ЮНЕСКО за образователно-просветен център.
– До края на живота си работил над напоителни проекти и подкрепял безплатни медицински клиники и образование за бедните в страната.
– Също така продължил да издига гласа си по политически въпроси и в подкрепа на по-развита демокрация и човешки права в Латинска Америка.

### Политическо събуждане
Ренесанс на политическото му участие в живота на страната е агитирането на широката общественост към „връщане към принципите на Революцията“ (Мексиканската революция от 1910 – 1917). Наелектризиран от събитията в Куба през 1959 година, 
 ген. Ласаро Карденас, който бил сравнително политически бездеен през последните две десетилетия след напускането на президентския дворец Лос Пинос, станал един от най-големите и ревностни поддръжници на Фидел Кастро в Мексико. Заедно с Кастро участвал в годишнината на революцията през юли(?) 1959 година, и се върнал в Мексико, за да говори пред огромни тълпи за обещанията, криещи се в революцията за Мексико. Към неговия глас се присъединили гласовете на огромно мнозинство изтъкнати мексиканци също така възбудени от победата извоювана от младите кубински революционери. САЩ реагирали на тези развития с безпокойство, защото не само Карденас и сподвижниците му изглеждали да се накланят към социализъм, но и президентът на републиката Лопес Матеос, не давал вид на човек, който много се противи. В телеграма, изпратена до Вашингтон на 11 август 1960, американското посолство в Мексико обвинява „колебливото отношение“ на президента Матеос и „бедните му познания на световната политика и слабото му разбиране на икономическите работи“ за неуспеха му да разгроми левите уклони и влияния. Парадоксално, посолството в същия този депеш информира официален Вашингтон, че мексиканците имат право да зоват към връщане към принципите на Мексиканската революция.

### Повик за нов реформизъм
Търканията между Карденас и Матеос се засилили, когато бившият президент свикал в Мексико през март 1961 Латиноамериканската конференция за политически суверенитет, икономическа независимост и мир. Тази Конференция била „задушена от официално Мексико под одеяло на пълна тишина“, както пише в телеграма, изпратена през юни 1960, до Държавния департамент от американското посолство. Конференцията призовавала в резолюциите си към социален прогрес в Америка, към световен мир, икономически реформи за подпомагане на мнозинството и в защита на Кубинската революция. Като пряко следствие на резолюциите Карденас и група привърженици създават Движението за национално освобождение (ДНО) пет месеца по-късно. САЩ били силно обезпокоени от това развитие и от факта, че ДНО се опитвало да инфилтрира местната политическа арена. И ЦРУ и ФБР редовно таксували организацията като „бясно-анти-американска, про-комунистическо-кубински фронт“ (както се вижда това от телеграмата от 26 май 1962), и наблюдавали отблизо групата. ДНО се изявявала в защита на разширение на аграрната реформа, по-справедливо разпределение на благата, местен контрол върху природните ресурси и независима външна политика. Това била програма, написана с речника на реформисткото движение от Мексиканската революция. Определено не само ЦРУ и ФБР са смятали Карденас да има леви уклони, защото световните комунистически централи са се възползвали от публичността на събитията и са инфилтрирали много организации в страните на Латинска Америка. Левите уклони са очевидни и в „хералдиката“ на Сапатистите (в Мексико) и на Сандинистите (в Никарагуа). Проблемът на тези организации е в липсата на ясна стратегия за държавно устройство и близостта им до САЩ.

## Почит
Умира от рак в град Мексико сити. Синът му Куаухтемок Ка̀рденас Соло̀рсано и внукът му Ла̀саро Ка̀рденас Батѐл също така са изтъкнати мексикански политици.
В негова чест ред градове и села са преименувани на негово име, измежду тях: пристанищния град Ласаро Карденас, Мичоакан, общини, улици, транспортни възли като „Централна ос Ласаро Карденас“ в Мексико сити, магистралите в Гуадалахара, Халиско, Монтерей и Мексикали. В Белград, Сърбия има Шеталище Ласаро Карденас (Пешеходна алея Ласаро Карденас), също наречена в негова чест.
Политбюро на КПСС награждава Ласаро Карденас с Ленинска награда за мир 1955 г. Политическата система установена по негово време се разглежда като период на леви влияния, едновременно подпомогнали хората на Мексико, но забавили развитието на страната като демократична страна с пазарна икономика.
- Снимки, отнасящи се до Карденас и политическото му наследство
- Една от основните артерии на град Мексико преминава покрай Латиноамериканската кула (в дъното) и Двореца на изящните изкуства
- Мексико сити, „Централна Ос Карденас“ при Двореца на изящните изкуства
- Предишният президентски дворец Чапултепек, превърнат от Карденас в Исторически музей
- Чапултепек, паметник на героите кадети
- Чапултепек в началото на 20. век